# Lasioglossum didomenon
Lasioglossum didomenon là một loài Hymenoptera trong họ Halictidae. Loài này được Ebmer mô tả khoa học năm 1980.